# Der Spielplan
Der Spielplan informiert als Theaterzeitschrift im deutschsprachigen Raum über Theateraufführungen, Premieren und ausgewählte Konzerte im Tagesüberblick. Herausgeber ist seit 1985 die Druckerei Löwendruck Bertram GmbH in Braunschweig.
Die Theaterzeitschrift erscheint elf Mal jährlich und kann abonniert werden. In der Sommerpause erscheint für die Monate Juli und August zusammen ein Doppelheft.

## Themen
Tägliches Bühnenprogramm von Stadt- und Staatstheatern aus Deutschland, Österreich und der Schweiz.

## Historie
Seit über 50 Jahren gibt „Der Spielplan“ Theaterliebhabern einen Überblick über das Bühnengeschehen im deutschsprachigen Raum. Paul Albrecht Schmücking, Dramaturg am Staatstheater Braunschweig, brachte das Magazin erstmals 1956 heraus. Ursprünglich sollte das Heft als Informationsbörse unter Theaterschaffenden dienen.
1972 übernahm die Löwendruckerei in Braunschweig die Zeitschrift. Der Druckerei-Kaufmann Karl-Heinz Fischer übernahm die Gestaltung der Zeitschrift, seine Frau Vera Fischer leitete die Redaktion. Die Zahl der inserierenden Theaterhäuser schnellte von 20 auf 200 hoch. Die Zahl der Abonnenten stieg innerhalb kürzester Zeit auf mehr als 5000.
Bis Ende der 1990er Jahre reiste Vera Fischer durch die Theater, schrieb Kritiken und knüpfte Kontakte zu den Theaterschaffenden. Seit 1985 wird die Zeitschrift von der Druckerei Löwendruck Bertram GmbH herausgegeben und von einem kleinen Team theaterbegeisterter Mitarbeiter geführt; auch Vera Fischer ist noch immer federführend dabei.